# Gestión de activos empresariales
La gestión de activos empresariales, también llamada generalmente gestión de activos es la disciplina que busca gestionar todo el ciclo de vida de los activos de una organización con el fin de maximizar su valor.
Por lo general, su alcance incluye al menos los activos físicos, entre los que cubre procesos como el diseño, construcción, explotación, mantenimiento y reemplazo de equipos e infraestructuras. “Empresarial” hace referencia a la gestión de los activos a pesar de que se encuentren en diferentes departamentos, localizaciones, instalaciones, y en algunos casos, incluso diferentes unidades de negocio. La gestión de los activos puede mejorar su rendimiento, reducir costes, extender su vida útil y mejorar el retorno de inversión de los activos.
Las organizaciones, y en especial las industrias que cuentan con un alto número de activos se encuentran que un fallo en uno de ellos, en un entorno altamente competitivo, resulta muy costoso. Además, deben adherirse a una serie de normativas sobre seguridad, salubridad y medio ambiente a la vez que mantienen la disponibilidad máxima de los activos, espacios e infraestructuras, indispensable para la competitividad de las organizaciones.
Las funciones de la gestión de activos se están volviendo un elemento fundamental en organizaciones que están dejando de lado el comportamiento reactivo (avería – reparación) y están adoptando la filosofía de planificación total del ciclo de vida de los activos, procesos de mantenimiento preventivo y otras mejores prácticas.
Algunas organizaciones todavía ven la gestión de activos como parte del plan de mantenimiento, hasta que se demuestra el impacto de una correcta gestión de los activos empresariales. Este cambio de mentalidad demuestra el cambio que está ocurriendo actualmente desde la gestión del mantenimiento a la gestión de los activos empresariales. El concepto ha sido potenciado con la publicación de los standards ISO 55001.

## Definición
La gestión de activos empresariales es un paradigma de negocio que integra la planificación estratégica con operaciones, mantenimiento y decisiones de inversión de capital. A nivel de operaciones, la gestión de activos empresariales apela a la eficiencia de todos los activos, incluyendo inventarios, cumplimiento de normativa y recursos humanos combinando las metas de inversión, mantenimiento, reparación y gestión de explotación.
Del mismo modo, la gestión de activos empresariales incluye retos que consideran la mejora de la productividad, maximización del ciclo de vida, minimización del coste total y soporte a la cadena de suministro.

## Control complejo de Servicios[2]
Tener un control, nos ayuda a: 
- Tener herramientas de movilidad para control de servicios de campo o soporte técnico móvil.
- Generar proyectos que nos permitan la coordinación de diversas actividades o recursos humanos, de materiales, etc. de manera controlada y medida.
- Tener un Call-Center para la atención y canalización de llamadas de soporte o reporte de casos.
- Identificar la base instalada  y controlar números de parte, serie para control de garantías propias y de terceros.

## Gestión de activos empresariales en las TI
La única diferencia entre la gestión de activos empresariales en las TI con la gestión de activos corriente es que la primera solo está enfocada en los recursos de TI. Este enfoque es importante por una serie de puntos clave:
1. Dependencia organizativa en estos activos.
2. Alto coste, especialmente de los activos de los centros de datos.
3. Alto ritmo de cambio de los activos.

La gestión de los activos en las TI está enfocada tanto al hardware como al software, asegurando que la organización tiene la capacidad de gestionar estos activos durante todo su ciclo de vida. En el caso del software hay el elemento añadido de asegurar que se cumplen las licencias de los programas.

## La importancia de la gestión de activos empresariales
La necesidad de mejorar la competitividad fuerza a las organizaciones a minimizar el coste total de posesión de los activos y explotarlos del mejor modo posible. A medida que los fallos en el servicio se vuelven más costosos, tanto a nivel de pérdida de producción como a nivel de mala publicidad, las organizaciones intentan mejorar los ciclos de vida de sus activos mediante unos correctos programas de mantenimiento.
En el caso de fallo general de un activo, una respuesta rápida es crítica. En los últimos años, normas rigurosas respecto a la salud, el medio ambiente y los riesgos laborales han sido aprobadas, siendo los propietarios de las empresas y los operadores los responsables de su cumplimiento. El registro de los activos, registros del riesgo, planificación del trabajo, gestión de los costes del ciclo de vida, métodos sistemáticos para la identificación de problemas y mejoras continuas están, gradualmente, siendo vistas como prerrequisitos para una correcta gestión de los activos empresariales.
Ofreciendo una plataforma que permita conectar gente, procesos, activos y conocimiento junto con la capacidad para tomar decisiones mediante información de calidad, la gestión de activos empresariales ofrece una visión holística de los activos base de las organizaciones, permitiendo a los gestores controlarlos y administrarlos obtenido la mayor calidad, eficiencia y rendimiento posible.